# Михельфельд
Михельфельд (нем. Michelfeld) — община в Германии, в земле Баден-Вюртемберг. 
Подчиняется административному округу Штутгарт. Входит в состав района Швебиш-Халль.  Население составляет 3698 человек (на 31 декабря 2010 года). Занимает площадь 35,22 км².